# Animal Collective
Animal Collective — группа, исполняющая экспериментальный рок из Балтимора, в данный момент располагающаяся в Нью-Йорке. В состав группы входят Avey Tare (Дэвид Портнер), Panda Bear (Ноа Леннокс), Deakin (Джош Дибб) и Geologist (Брайан Уайц).
Участники группы познакомились в школе и начали сочинять музыку вместе, используя различные способы звукозаписи. Их музыка описывается как психоделический поп, фрик-фолк и экспериментальный рок. Группа выпустила одиннадцать студийных альбомов, но только Портнер и Леннокс участвовали в записи каждого из них. Также группа создала лейбл Paw Tracks, на котором участники коллектива выпускают как свой собственный материал, так и записи других исполнителей.

## История
Члены Animal Collective познакомились в юности, а потом стали друзьями. Вместе с двумя одноклассниками Дибб, Портнер и Уайц основали группу Automine во время учёбы в гимназии и выпустили альбом Paddington Band. Влияние на творчество Animal Collective оказали группы Pavement, Can, Silver Apples и музыка из фильмов ужасов.

## Участники группы
- Avey Tare (Дэвид Портнер (David Portner); вокал, гитара, клавиши, перкуссия)
- Panda Bear (Ноа Леннокс (Noah Lennox); вокал, синтезатор, перкуссия, гитара)
- Deakin (Джош Дибб (Josh Dibb); синтезатор, гитара, вокал)
- Geologist (Брайан Уайц (Brian Weitz); синтезатор, звук, вокал)

## Дискография
- Spirit They’re Gone, Spirit They’ve Vanished (2000)
- Danse Manatee (2001)
- Campfire Songs (2003)
- Here Comes the Indian (2003)
- Sung Tongs (2004)
- Feels (2005)
- Strawberry Jam (2007)
- Merriweather Post Pavilion (2009)
- Centipede Hz (4 сентября 2012)
- Painting With (19 февраля 2016)
- Tangerine Reef (17 августа 2018)
- Bridge to Quiet (4 июля 2020)
- Time Skiffs (2022)